# Lézat
Lézat – miejscowość i dawna gmina we Francji, w regionie Burgundia-Franche-Comté, w departamencie Jura. W 2013 roku jej populacja wynosiła 188 mieszkańców. 
W dniu 1 stycznia 2016 roku z połączenia trzech ówczesnych gmin – Lézat, Morez oraz La Mouille – utworzono nową gminę Hauts de Bienne. Siedzibą gminy została miejscowość Morez. 